# Fuchshöhle Sausenheim
Die Fuchshöhle ist eine Sekundäre Höhle auf dem Grünstadter Berg, westlich des Grünstadter Ortsteils Sausenheim.

## Umfeld
An dieser Stelle des Grünstadter Berges sind Kliffreste eines urzeitlichen Meeres vorhanden. Es handelt sich um ein Sand- und Kalk-Mischgestein. Nach unten hin dominiert der reine Sandstein, die oberen Bereiche  bestehen aus Quarzkörnern, die mit kalkhaltigem Bindemittel zu kleinen Kügelchen geformt sind und eine feste Gesteinsschicht bilden. Die unteren Zonen sind weicher als die oberen. Wahrscheinlich ist die Höhle durch Auswaschung, als sogenannte Pseudokarshöhle entstanden. Sie ist in guten Landkarten eingezeichnet, jedoch nicht als Naturdenkmal ausgewiesen. Unweit davon liegt der historische Queckbrunnen, östlich läuft die BAB 6 daran vorbei.

## Beschreibung

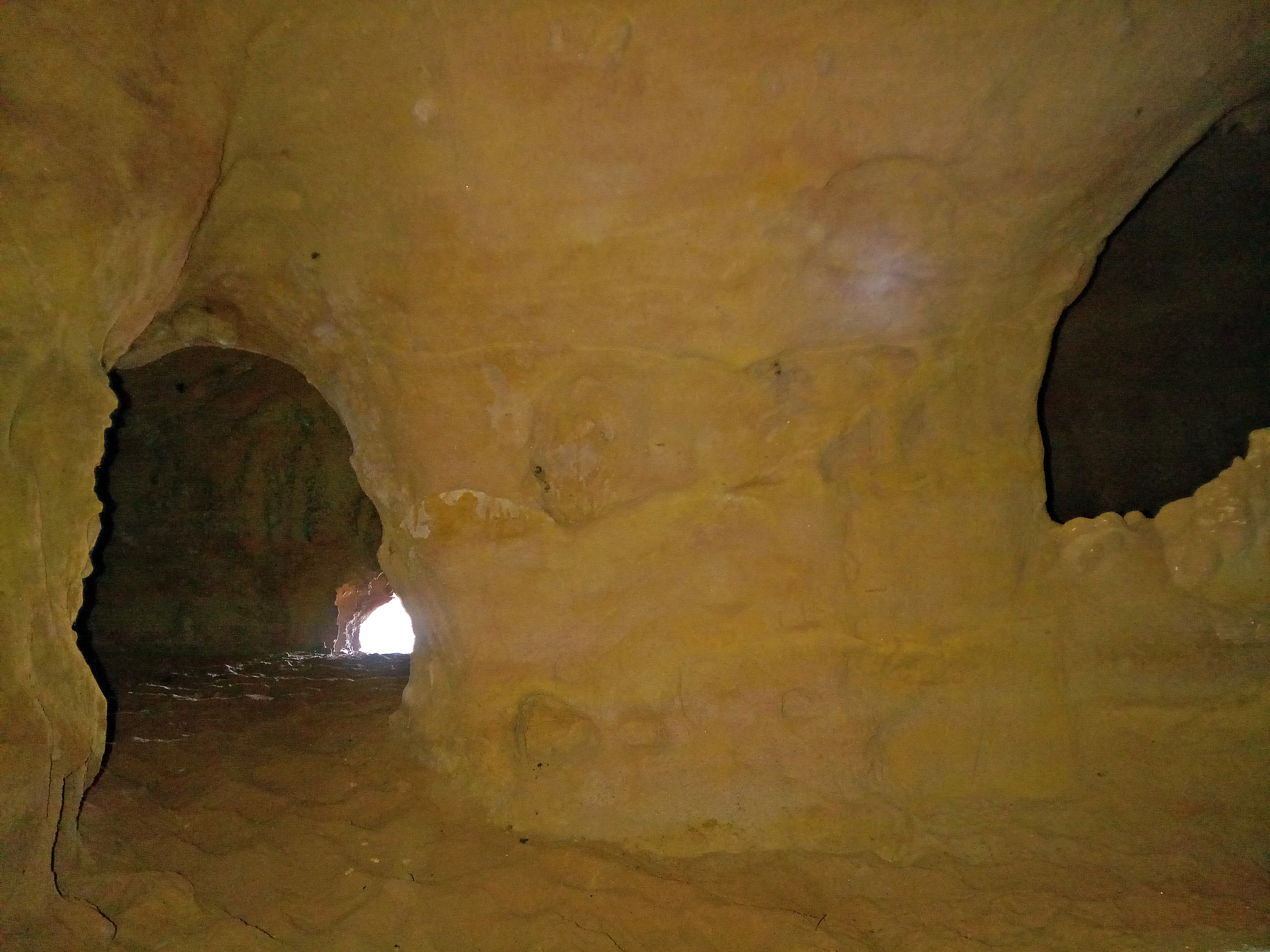
Inneres der Höhle

Die Höhle liegt an der Ostseite des Berges, zur Rheinebene hin. Der in Nord-Süd-Richtung verlaufende Kliffrest bildet an dieser Stelle einen vorspringenden Winkel nach Osten, in dem sich der weit geöffnete Eingang zur Höhle befindet. Dieser zeigt nach Süden. Der Eingangsbereich ist etwa 2 Meter hoch, 2,50 m breit und ebenso tief, er bildet eine Balme.
Darin zweigt nach links (Westen) in den Berg hinein, die eigentliche Höhle ab. Diese hat eine beginnende Höhe von etwa 1,00 m und wird zum Inneren immer höher. Die begehbare Länge beträgt ungefähr 10 Meter, nach ca. 6 Metern gabelt sie sich mit einem pfeilerartigen Felsen. Links (südlich) davon ist ein Höhlenarm mit ca. 1,30 m Höhe, der zum Ende immer niedriger wird und dort Tropfsteine aufweist. Rechts des Pfeilers (nördlich) gelangt man in einen 1,80 m hohen, runden Höhlenraum von ca. 2,50 m Durchmesser. Seine Wände haben in 1,60 Meter Höhe einige Nischen, die menschlichen Ursprungs sein dürften. Weiter nach rechts gibt es hier eine niedrige Höhlenfortsetzung von ca. 1 Meter Höhe und 2 Meter Länge, die sich am Ende verjüngt. Der gesamte Höhlenboden ist mit einer dicken Sandschicht bedeckt. In der runden Höhle erreicht sie eine Tiefe von über 60 cm. Bei ihrer Entfernung würde die Höhlenhöhe deutlich zunehmen. Der Boden ist weitestgehend sauber, lediglich der Eingangsbereich bzw. die Balme sind mit Glasresten und Dosen verschmutzt.
Der historische Namen der zugehörigen Gewanne heißt „Im Fuchsloch“ und leitet sich von der Höhle ab.
Es ist ungewiss, ob sie in vorgeschichtlicher Zeit bewohnt war, der nahe Queckbrunnen, als sichere Wasserquelle, lässt es jedoch vermuten.